# La Flèche Wallonne
La Flèche Wallonne, znany również w spolszczonej formie jako Walońska Strzała – jednodniowy wyścig kolarski rozgrywany corocznie od 1936 w walońskiej części Belgii. Od 2005 wyścig należy do cyklu najważniejszych wyścigów kolarskich, początkowo UCI ProTour, a później UCI World Tour.
Cechą charakterystyczną imprezy jest finałowy podjazd na Mur de Huy, na którym nachylenie w najbardziej stromym fragmencie osiąga 26% – ten fragment wyścigu po raz pierwszy znalazł się na jego trasie w 1986 i od tego czasu corocznie kończy tę rywalizację.
Od 1998 rozgrywana jest również kobieca edycja wyścigu.

## Zwycięzcy
Opracowano na podstawie:
| Rok  | Pierwsze              | Drugie                   | Trzecie                |
| ---- | --------------------- | ------------------------ | ---------------------- |
| 1936 | Philippe De Meersman  | Alphonse Verniers        | Camille Michielsen     |
| 1937 | Adolf Braeckeveldt    | Marcel Kint              | Albert Perikel         |
| 1938 | Émile Masson junior   | Sylvère Maes             | Cyrille Dubois         |
| 1939 | Edmond Delathouwer    | Huub Sijen               | Albert Perikel         |
| 1941 | Sylvain Grysolle      | Gustaaf Van Overloop     | Jacques Geus           |
| 1942 | Karel Thijs           | Frans Bonduel            | Jacques Geus           |
| 1943 | Marcel Kint           | Georges Claes            | Désiré Keteleer        |
| 1944 | Marcel Kint           | Briek Schotte            | Marcel Quertinmont     |
| 1945 | Marcel Kint           | Lucien Vlaemynck         | André Maelbrancke      |
| 1946 | Désiré Keteleer       | René Walschot            | Édouard Van Dyck       |
| 1947 | Ernest Sterckx        | Maurice Desimpelaere     | Gustaaf Van Overloop   |
| 1948 | Fermo Camellini       | Briek Schotte            | Camille Beeckman       |
| 1949 | Rik Van Steenbergen   | Edward Peeters           | Fausto Coppi           |
| 1950 | Fausto Coppi          | Raymond Impanis          | Jan Storms             |
| 1951 | Ferdi Kübler          | Gino Bartali             | Jean Robic             |
| 1952 | Ferdi Kübler          | Stan Ockers              | Raymond Impanis        |
| 1953 | Stan Ockers           | Ferdi Kübler             | Loretto Petrucci       |
| 1954 | Germain Derycke       | Ferdi Kübler             | Jan De Valck           |
| 1955 | Stan Ockers           | Alfons Van den Brande    | Stanislas Bober        |
| 1956 | Richard Van Genechten | Sante Ranucci            | André Vlayen           |
| 1957 | Raymond Impanis       | René Privat              | Victor Wartel          |
| 1958 | Rik Van Steenbergen   | Jef Planckaert           | Pierre Everaert        |
| 1959 | Jos Hoevenaers        | Marcel Janssens          | Frans Schoubben        |
| 1960 | Pino Cerami           | Pierre Beuffeuil         | Constant Goosens       |
| 1961 | Willy Vannitsen       | Jean Graczyk             | Frans Aerenhouts       |
| 1962 | Henri De Wolf         | Pino Cerami              | Hennes Junkermann      |
| 1963 | Raymond Poulidor      | Jan Janssen              | Peter Post             |
| 1964 | Gilbert Desmet        | Jan Janssen              | Peter Post             |
| 1965 | Roberto Poggiali      | Felice Gimondi           | Tom Simpson            |
| 1966 | Michele Dancelli      | Lucien Aimar             | Rudi Altig             |
| 1967 | Eddy Merckx           | Peter Post               | Willy Bocklant         |
| 1968 | Rik Van Looy          | José Samyn               | Jan Janssen            |
| 1969 | Jos Huysmans          | Eric De Vlaeminck        | Eric Leman             |
| 1970 | Eddy Merckx           | Georges Pintens          | Eric De Vlaeminck      |
| 1971 | Roger De Vlaeminck    | Frans Verbeeck           | Joseph Deschoenmaecker |
| 1972 | Eddy Merckx           | Raymond Poulidor         | Willy Van Neste        |
| 1973 | André Dierickx        | Eddy Merckx              | Frans Verbeeck         |
| 1974 | Frans Verbeeck        | Roger De Vlaeminck       | Walter Godefroot       |
| 1975 | André Dierickx        | Frans Verbeeck           | Eddy Merckx            |
| 1976 | Joop Zoetemelk        | Frans Verbeeck           | Freddy Maertens        |
| 1977 | Francesco Moser       | Giuseppe Saronni         | Freddy Maertens        |
| 1978 | Michel Laurent        | Gianbattista Baronchelli | Dietrich Thurau        |
| 1979 | Bernard Hinault       | Giuseppe Saronni         | Bernt Johansson        |
| 1980 | Giuseppe Saronni      | Sven-Åke Nilsson         | Bernard Hinault        |
| 1981 | Daniel Willems        | Adrie van der Poel       | Guido Van Calster      |
| 1982 | Mario Beccia          | Jostein Wilmann          | Paul Haghedooren       |
| 1983 | Bernard Hinault       | René Bittinger           | Hubert Seiz            |
| 1984 | Kim Andersen          | William Tackaert         | Heddie Nieuwdorp       |
| 1985 | Claude Criquielion    | Moreno Argentin          | Laurent Fignon         |
| 1986 | Laurent Fignon        | Jean-Claude Leclercq     | Claude Criquielion     |
| 1987 | Jean-Claude Leclercq  | Claude Criquielion       | Rolf Gölz              |
| 1988 | Rolf Gölz             | Moreno Argentin          | Steven Rooks           |
| 1989 | Claude Criquielion    | Steven Rooks             | Wim Van Eynde          |
| 1990 | Moreno Argentin       | Jean-Claude Leclercq     | Gert-Jan Theunisse     |
| 1991 | Moreno Argentin       | Claude Criquielion       | Claudio Chiappucci     |
| 1992 | Giorgio Furlan        | Gérard Rué               | Davide Cassani         |
| 1993 | Maurizio Fondriest    | Gérard Rué               | Claudio Chiappucci     |
| 1994 | Moreno Argentin       | Giorgio Furlan           | Jewgienij Bierzin      |
| 1995 | Laurent Jalabert      | Maurizio Fondriest       | Jewgienij Bierzin      |
| 1996 | Lance Armstrong       | Didier Rous              | Maurizio Fondriest     |
| 1997 | Laurent Jalabert      | Luc Leblanc              | Alex Zülle             |
| 1998 | Bo Hamburger          | Frank Vandenbroucke      | Alberto Elli           |
| 1999 | Michele Bartoli       | Maarten den Bakker       | Mario Aerts            |
| 2000 | Francesco Casagrande  | Rik Verbrugghe           | Laurent Jalabert       |
| 2001 | Rik Verbrugghe        | Ivan Basso               | Jörg Jaksche           |
| 2002 | Mario Aerts           | Unai Etxebarria          | Michele Bartoli        |
| 2003 | Igor Astarloa         | Aitor Osa                | Aleksandr Szefier      |
| 2004 | Davide Rebellin       | Danilo Di Luca           | Matthias Kessler       |
| 2005 | Danilo Di Luca        | Kim Kirchen              | Davide Rebellin        |
| 2006 | Alejandro Valverde    | Samuel Sánchez           | Karsten Kroon          |
| 2007 | Davide Rebellin       | Alejandro Valverde       | Danilo Di Luca         |
| 2008 | Kim Kirchen           | Cadel Evans              | Damiano Cunego         |
| 2009 | Davide Rebellin       | Andy Schleck             | Damiano Cunego         |
| 2010 | Cadel Evans           | Joaquim Rodríguez        | Alberto Contador       |
| 2011 | Philippe Gilbert      | Joaquim Rodríguez        | Samuel Sánchez         |
| 2012 | Joaquim Rodríguez     | Michael Albasini         | Philippe Gilbert       |
| 2013 | Daniel Moreno         | Sergio Henao             | Carlos Betancur        |
| 2014 | Alejandro Valverde    | Daniel Martin            | Michał Kwiatkowski     |
| 2015 | Alejandro Valverde    | Julian Alaphilippe       | Michael Albasini       |
| 2016 | Alejandro Valverde    | Julian Alaphilippe       | Daniel Martin          |
| 2017 | Alejandro Valverde    | Daniel Martin            | Dylan Teuns            |
| 2018 | Julian Alaphilippe    | Alejandro Valverde       | Jelle Vanendert        |
| 2019 | Julian Alaphilippe    | Jakob Fuglsang           | Diego Ulissi           |
| 2020 | Marc Hirschi          | Benoît Cosnefroy         | Michael Woods          |
| 2021 | Julian Alaphilippe    | Primož Roglič            | Alejandro Valverde     |
| 2022 | Dylan Teuns           | Alejandro Valverde       | Aleksandr Własow       |
| 2023 | Tadej Pogačar         | Mattias Skjelmose        | Mikel Landa            |
| 2024 | Stephen Williams      | Kévin Vauquelin          | Maxim Van Gils         |
| 2025 |                       |                          |                        |